# Calling All Stations
Calling All Stations je patnácté a poslední studiové album britské skupiny Genesis. Jeho nahrávání probíhalo od ledna do června 1997 ve studiu The Farm v Surrey v Anglii. Album vyšlo v září 1997 u vydavatelství Virgin (UK) a Atlantic (US). V žebříčku UK Albums Chart se umístilo nejlépe na druhém místě a vydrželo zde sedm týdnů. V žebříčku Billboard 200 se pak dostalo nejlépe na 54. místo. Jde o první a jediné studiové album vydané po odchodu Phila Collinse a jediné, na kterém zpívá Ray Wilson.

## Seznam skladeb
| Pořadí         | Název                        | Autor                     | Délka |
| -------------- | ---------------------------- | ------------------------- | ----- |
| 1.             | Calling All Stations         | Banks, Rutherford         | 5:43  |
| 2.             | Congo                        | Banks, Rutherford         | 4:51  |
| 3.             | Shipwrecked                  | Banks, Rutherford         | 4:23  |
| 4.             | Alien Afternoon              | Banks, Rutherford         | 7:51  |
| 5.             | Not About Us                 | Banks, Rutherford, Wilson | 4:38  |
| 6.             | If That's What You Need      | Banks, Rutherford         | 5:12  |
| 7.             | The Dividing Line            | Banks, Rutherford         | 7:45  |
| 8.             | Uncertain Weather            | Banks, Rutherford         | 5:29  |
| 9.             | Small Talk                   | Banks, Rutherford, Wilson | 5:02  |
| 10.            | There Must Be Some Other Way | Banks, Rutherford, Wilson | 7:54  |
| 11.            | One Man's Fool               | Banks, Rutherford         | 8:46  |
| Celková délka: | Celková délka:               | Celková délka:            | 67:42 |

## Obsazení
Genesis
- Ray Wilson – zpěv
- Tony Banks – klávesy
- Mike Rutherford – kytara, baskytara

Další hudebníci
- Nir Zidkyahu – bicí, perkuse
- Nick D'Virgilio – bicí